# Sommertrekanten
Sommertrekanten er et asterisme dannet af de tre klare stjerner Deneb (arabisk: 'hønens hale'), Vega (arabisk: 'dykkende ørn') og Altair (arabisk: 'den flyvende') fra stjernebillederne Svanen, Lyren og Ørnen. Sommertrekanten er et af de bedst kendte asterismer og har (stort set) form som en ligebenet trekant der måler ca. 34 grader i højden og ca. 24 grader i bredden. Sommertrekanten kan fra nordlige breddegrader ses på sydhimlen midt på natten om sommeren (deraf navnet) samt på vesthimlen midt på aftenen om efteråret.

## Sommertrekantens stjerner
| Navn   | Stjernebillede | Tilsyneladende størrelsesklasse | Luminositet (× Solen) | Spektralklasse | Afstand i lysår |
| ------ | -------------- | ------------------------------- | --------------------- | -------------- | --------------- |
| Deneb  | Svanen         | 1,25                            | 60.000                | A2Ia           | 3.200           |
| Vega   | Lyren          | 0,03                            | 58                    | A0Va           | 27              |
| Altair | Ørnen          | 0,77                            | 10                    | A7IV-V         | <17             |